# Variabilidade e mudança climática
A variabilidade climática inclui todas as variações no clima que duram mais do que eventos climáticos individuais, enquanto o termo mudança climática refere-se apenas àquelas variações que persistem por um período mais longo de tempo, tipicamente décadas ou mais. A mudança climática pode se referir a qualquer época na história da Terra, mas o termo é atualmente usado para descrever a mudança climática contemporânea, frequentemente chamada de aquecimento global. Desde a Revolução Industrial, o clima tem sido cada vez mais afetado pelas atividades humanas.
A energia que se move através do sistema climático da Terra se manifesta no clima, variando em escalas geográficas e temporais. As médias de longo prazo e a variabilidade do clima de uma região constituem o clima da região. Tais mudanças podem ser o resultado de "variabilidade interna", quando processos naturais inerentes às várias partes do sistema climático alteram a distribuição de energia. Exemplos incluem a variabilidade nas bacias oceânicas, como a oscilação decadal do Pacífico e a oscilação multidecadal do Atlântico. A variabilidade climática também pode resultar de forçamento externo, quando eventos fora dos componentes do sistema climático produzem mudanças dentro do sistema. Exemplos incluem mudanças na radiação solar e no vulcanismo.
A variabilidade climática tem consequências para as mudanças no nível do mar, a vida vegetal e as extinções em massa; ela também afeta as sociedades humanas.

## Terminologia
A variabilidade climática é o termo utilizado para descrever variações no estado médio e outras características do clima (como chances ou possibilidade de clima extremo, etc.) "em todas as escalas espaciais e temporais além dos eventos climáticos individuais." Parte dessa variabilidade não parece ser causada por sistemas conhecidos e ocorre em momentos aparentemente aleatórios. Tal variabilidade é chamada de variabilidade aleatória ou ruído. Por outro lado, a variabilidade periódica ocorre de forma relativamente regular e em modos distintos de variabilidade ou padrões climáticos.
O termo mudança climática é frequentemente usado para se referir especificamente à mudança climática antropogênica. A mudança climática antropogênica é causada pela atividade humana, em contraste com as mudanças no clima que podem ter ocorrido como parte dos processos naturais da Terra. O aquecimento global se tornou o termo popular dominante em 1988, mas nas revistas científicas, aquecimento global se refere ao aumento das temperaturas da superfície, enquanto mudança climática inclui o aquecimento global e tudo o mais que os níveis crescentes de gases de efeito estufa afetam.
Um termo relacionado, mudança climática, foi proposto pela Organização Meteorológica Mundial (OMM) em 1966 para abranger todas as formas de variabilidade climática em escalas de tempo superiores a 10 anos, mas independentemente da causa. Durante a década de 1970, o termo mudança climática substituiu mudança climática para focar nas causas antropogênicas, à medida que se tornava claro que as atividades humanas tinham o potencial de alterar drasticamente o clima. A mudança climática foi incorporada no título do Painel Intergovernamental sobre Mudanças Climáticas (IPCC) e na Convenção-Quadro das Nações Unidas sobre Mudança Climática (UNFCCC). A mudança climática é agora usada tanto como uma descrição técnica do processo quanto como um substantivo para descrever o problema.

## Causas
Na escala mais ampla, a taxa com que a energia é recebida do Sol e a taxa com que é perdida para o espaço determinam a temperatura de equilíbrio e o clima da Terra. Essa energia é distribuída ao redor do planeta por ventos, correntes oceânicas, e outros mecanismos, afetando os climas das diferentes regiões.
Os fatores que podem moldar o clima são chamados de forçamentos climáticos ou "mecanismos de forçamento". Estes incluem processos como variações na radiação solar, variações na órbita da Terra, variações no albedo ou refletividade dos continentes, da atmosfera e dos oceanos, formação de montanhas e deriva continental, e mudanças nas concentrações de gases de efeito estufa. O forçamento externo pode ser tanto antropogênico (por exemplo, aumento das emissões de gases de efeito estufa e poeira) quanto natural (por exemplo, mudanças na radiação solar, na órbita da Terra, erupções vulcânicas). Existem vários retroalimentações climáticas que podem amplificar ou diminuir o forçamento inicial. Também há limiares chave que, quando ultrapassados, podem produzir mudanças rápidas ou irreversíveis.
A variabilidade climática também pode ocorrer devido a processos internos. Processos internos não forçados frequentemente envolvem mudanças na distribuição de energia no oceano e na atmosfera, por exemplo, mudanças na circulação termoalina.

### Variabilidade interna

Há variabilidade sazonal em como os novos recordes de alta temperatura superaram os novos recordes de baixa temperatura.

Mudanças climáticas devido à variabilidade interna às vezes ocorrem em ciclos ou oscilações. Para outros tipos de mudança climática natural, não podemos prever quando ocorrerá; a mudança é chamada de aleatória ou estocástica. Do ponto de vista climático, o tempo pode ser considerado aleatório. Se houver poucas nuvens em um determinado ano, há um desequilíbrio energético e o calor extra pode ser absorvido pelos oceanos. Devido à inércia climática [en], esse sinal pode ser 'armazenado' no oceano e expresso como variabilidade em escalas de tempo mais longas do que as perturbações climáticas originais. Se as perturbações climáticas forem completamente aleatórias, ocorrendo como ruído branco, a inércia das geleiras ou dos oceanos pode transformar isso em mudanças climáticas, onde oscilações de maior duração também são oscilações maiores, um fenômeno chamado de ruído vermelho ou marrom. Muitas mudanças climáticas têm um aspecto aleatório e um aspecto cíclico. Esse comportamento é chamado de ressonância estocástica [en]. Metade do Prêmio Nobel de Física de 2021 foi concedido a Klaus Hasselmann, em conjunto com Syukuro Manabe, pelo trabalho relacionado à modelagem climática. Enquanto Giorgio Parisi, que com colaboradores introduziu o conceito de ressonância estocástica, recebeu a outra metade, principalmente por seu trabalho em física teórica.

#### Variabilidade oceânica-atmosférica
O oceano e a atmosfera podem trabalhar juntos para gerar espontaneamente variabilidade climática interna que pode persistir por anos a décadas. Essas variações podem afetar a temperatura média global da superfície, redistribuindo calor entre o oceano profundo e a atmosfera e/ou alterando a distribuição de nuvens/vapor d'água/gelo marinho, o que pode afetar o orçamento total de energia da Terra.

#### Oscilações e ciclos

Barras coloridas mostram como os anos de El Niño (vermelho, aquecimento regional) e os anos de La Niña (azul, resfriamento regional) se relacionam com o aquecimento global geral. A Oscilação Sul-El Niño tem sido associada à variabilidade no aumento de temperatura global de longo prazo.

Uma oscilação climática ou ciclo climático é qualquer oscilação cíclica recorrente dentro do clima global ou regional. Elas são quase periódicas (não perfeitamente periódicas), de modo que uma análise de Fourier dos dados não apresenta picos nítidos no espectro [en]. Muitas oscilações em diferentes escalas de tempo foram encontradas ou hipotetizadas:
- A Oscilação Sul-El Niño (ENSO) – Um padrão de grande escala de temperaturas mais quentes (El Niño) e mais frias (La Niña) da superfície do mar tropical no Oceano Pacífico, com efeitos em todo o mundo. É uma oscilação auto-sustentada, cujos mecanismos são bem estudados.[23] O ENSO é a fonte mais proeminente de variabilidade interanual no clima e tempo ao redor do mundo. O ciclo ocorre a cada dois a sete anos, com o El Niño durando de nove meses a dois anos dentro do ciclo de longo prazo.[24] A língua fria do Oceano Pacífico equatorial não está se aquecendo tão rápido quanto o resto do oceano, devido ao aumento da ressurgência de águas frias na costa oeste da América do Sul.[25][26]
- A oscilação Madden-Julian (MJO) – Um padrão de deslocamento para o leste de aumento da precipitação sobre os trópicos, com um período de 30 a 60 dias, observado principalmente sobre os oceanos Índico e Pacífico.[27]
- A oscilação do Atlântico Norte (NAO) – Os índices da NAO são baseados na diferença de pressão atmosférica normalizada ao nível do mar (SLP) entre Ponta Delgada, Açores, e Stykkishólmur/Reykjavík, Islândia. Valores positivos do índice indicam ventos de oeste mais fortes do que a média nas latitudes médias.[28]
- A oscilação quasi-bienal [en] – Uma oscilação bem compreendida nos padrões de vento na estratosfera ao redor do equador. Ao longo de um período de 28 meses, o vento dominante muda de leste para oeste e vice-versa.[29]
- A Oscilação Centenária do Pacífico [en] – Uma oscilação climática prevista por alguns modelos climáticos.
- A Oscilação Decadal do Pacífico – O padrão dominante de variabilidade da superfície do mar no Pacífico Norte em uma escala decadal. Durante uma fase "quente", ou "positiva", o oeste do Pacífico se torna frio e parte do oceano oriental aquece; durante uma fase "fria" ou "negativa", o padrão oposto ocorre. Acredita-se que não seja um único fenômeno, mas sim uma combinação de diferentes processos físicos.[30]
- A Oscilação Interdecadal do Pacífico (IPO) – Variabilidade em toda a bacia do Oceano Pacífico com um período entre 20 e 30 anos.[31]
- A Oscilação Multidecadal do Atlântico – Um padrão de variabilidade no Atlântico Norte de cerca de 55 a 70 anos, com efeitos sobre precipitação, secas e frequência e intensidade de furacões.[32]
- Ciclos climáticos da África do Norte – Variação climática impulsionada pelas  Monções da África do Norte, com um período de dezenas de milhares de anos.[33]
- A Oscilação Ártica (AO) [en] e a Oscilação Antártica (AAO) – Os modos anulares são padrões de variabilidade climática de ocorrência natural, abrangendo os hemisférios. Em escalas de tempo de semanas a meses, eles explicam de 20 a 30% da variabilidade em seus respectivos hemisférios. O Modo Anular do Norte ou Oscilação Ártica (AO) [en] no Hemisfério Norte, e o Modo Anular do Sul ou Oscilação Antártica (AAO) no Hemisfério Sul. Os modos anulares têm uma forte influência na temperatura e precipitação de massas de terra de latitudes médias a altas, como Europa e Austrália, ao alterar os caminhos médios das tempestades. A NAO pode ser considerada um índice regional da AO/NAM.[34] Eles são definidos como o primeiro EOF da pressão ao nível do mar ou altura geopotencial de 20°N a 90°N (NAM) ou 20°S a 90°S (SAM).
- Ciclos Dansgaard–Oeschger [en] – Ocorrem em ciclos de aproximadamente 1.500 anos durante o Último Máximo Glacial.

#### Mudanças em correntes oceânicas

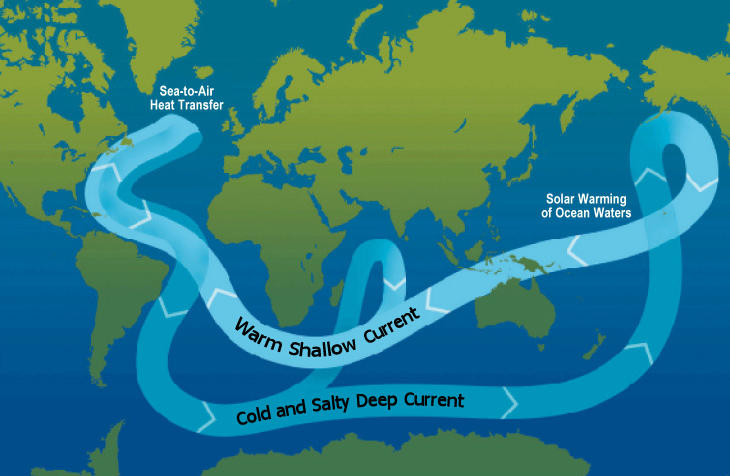
Um esquema da circulação termoalina moderna. Há dezenas de milhões de anos, o movimento das placas continentais formou uma lacuna sem terra ao redor da Antártica, permitindo a formação da Circulação de Corrente Circumpolar Antártica (ACC), que mantém as águas quentes afastadas da Antártica.

As correntes oceânicas transportam muita energia das regiões tropicais quentes para as regiões polares mais frias, alterações ocorridas por volta da última idade do gelo (em termos técnicos, o último período glacial) mostram que a circulação no Atlântico Norte pode mudar repentinamente e de forma substancial, levando a mudanças climáticas globais, mesmo que a quantidade total de energia entrando no sistema climático não tenha mudado muito. Essas grandes mudanças podem ter ocorrido durante os chamados eventos Heinrich [en], nos quais a instabilidade interna das camadas de gelo causou a liberação de enormes icebergs no oceano. Quando a camada de gelo derrete, a água resultante é muito baixa em sal e fria, o que provoca mudanças na circulação.

#### Vida

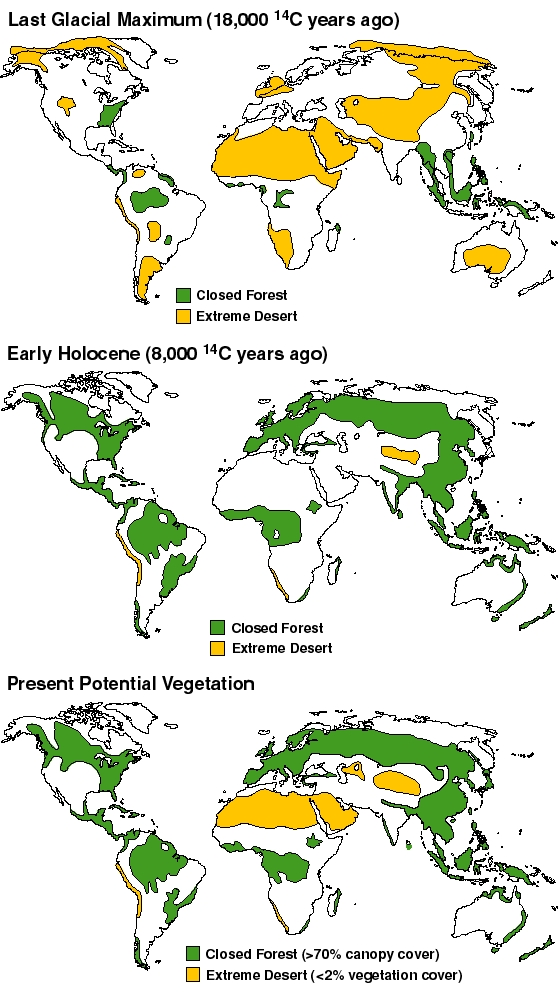
Parte superior: clima árido da era glacial. Parte central: Período Atlântico, quente e úmido. Parte inferior: Vegetação potencial no clima atual se não fossem os efeitos humanos, como a agricultura.

A vida afeta o clima por meio de seu papel nos ciclos de carbono e água e por mecanismos como albedo, evapotranspiração, formação de nuvens e intemperismo. Exemplos de como a vida pode ter afetado o clima passado incluem:
- A glaciação de 2,3 bilhões de anos atrás, desencadeada pela evolução da fotossíntese oxigênica, que esgotou a atmosfera do gás de efeito estufa dióxido de carbono e introduziu oxigênio livre.[39][40]
- Outra glaciação, há 300 milhões de anos, foi iniciada pelo enterro de longo prazo de detritos resistentes à decomposição de plantas vasculares terrestres (criando um sumidouro de carbono e formando carvão).[41][42]
- A terminação do Máximo Térmico Paleoceno–Eoceno, há 55 milhões de anos, foi provocada pela proliferação de fitoplâncton marinho.[43][44]
- A reversão do aquecimento global há 49 milhões de anos foi causada por 800.000 anos de florescimentos de azolla no Ártico.[45][46]
- Resfriamento global nos últimos 40 milhões de anos impulsionado pela expansão dos ecossistemas de gramíneas e herbívoros.[47][48]

### Forçamento climático externo

#### Gases do efeito estufa
Artigo principal: Gases do efeito estufa

As concentrações de CO_{2} nos últimos 800.000 anos, medidas a partir de núcleos de gelo (azul/verde) e diretamente (preto)

Enquanto os gases de efeito estufa liberados pela biosfera são frequentemente vistos como um feedback ou processo climático interno, os gases de efeito estufa emitidos pelos vulcões são tipicamente classificados como externos pelos climatologistas. Gases de efeito estufa, como CO2, metano e óxido nitroso, aquecem o sistema climático ao prender a luz infravermelha. Os vulcões também fazem parte do ciclo estendido do carbono. Ao longo de períodos muito longos (geológicos), eles liberam dióxido de carbono da crosta e manto terrestre, contrariando a absorção pelos rochas sedimentares e outros sumidouros geológicos de dióxido de carbono.
Desde a Revolução Industrial, a humanidade tem aumentado os gases de efeito estufa, emitindo CO2 pela queima de combustíveis fósseis, mudando o uso da terra por meio do desmatamento, e alterando ainda mais o clima com aerossóis (partículas no ar), liberação de gases traços (como óxidos de nitrogênio, monóxido de carbono ou metano). Outros fatores, incluindo o uso da terra, a destruição da camada de ozônio, a pecuária (animais ruminantes como o gado produzem metano) e o desmatamento, também desempenham um papel.
As estimativas do US Geological Survey indicam que as emissões vulcânicas estão em um nível muito inferior aos efeitos das atividades humanas atuais, que geram de 100 a 300 vezes a quantidade de dióxido de carbono emitida pelos vulcões. A quantidade anual liberada pelas atividades humanas pode ser maior do que a liberada por supererupções, a mais recente das quais foi a erupção de Toba, na Indonésia, há 74.000 anos.

#### Variações orbitais

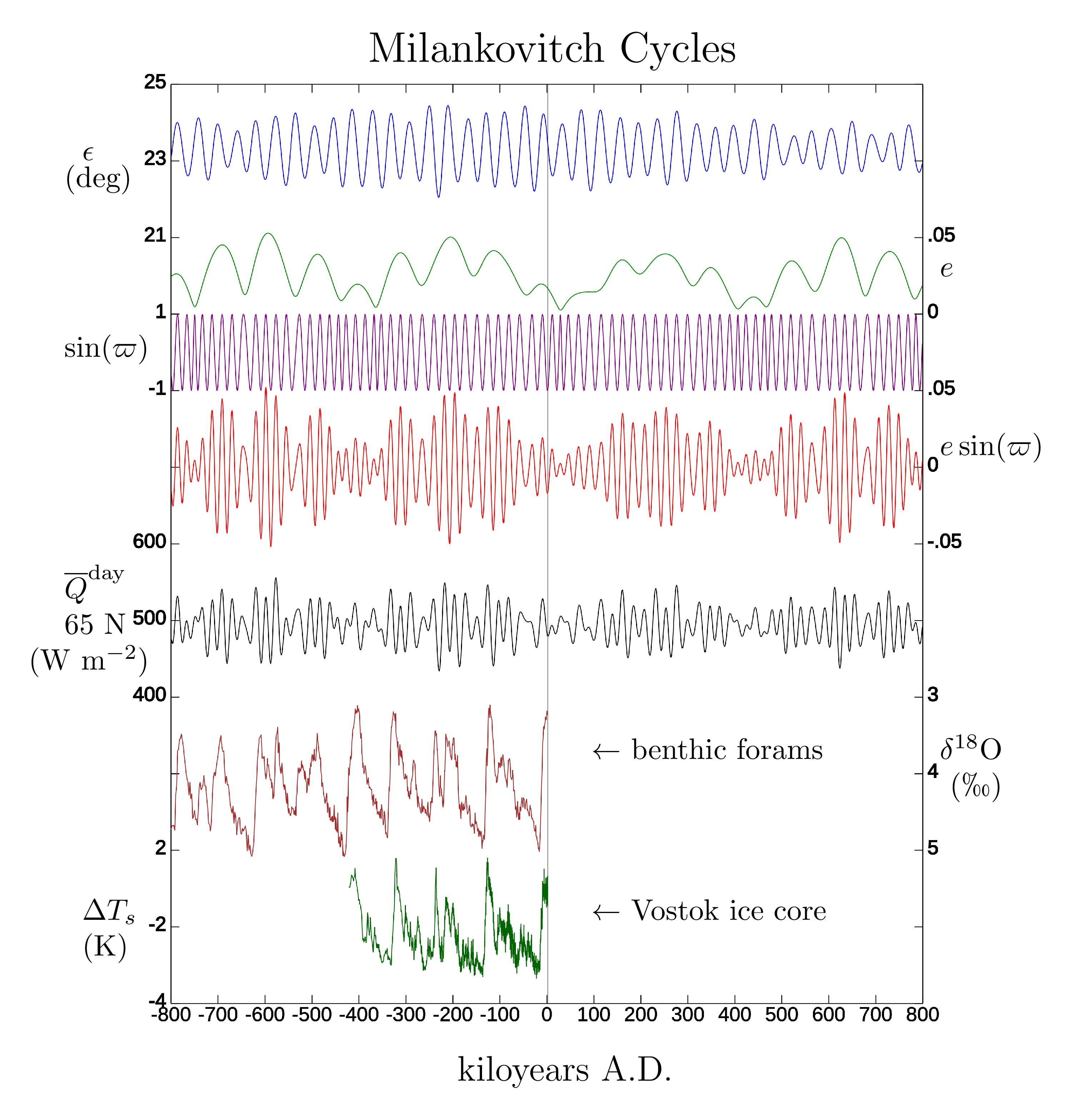
Ciclos de Milankovitch de 800.000 anos atrás até 800.000 anos no futuro

Pequenas variações no movimento da Terra levam a mudanças na distribuição sazonal da luz solar que atinge a superfície terrestre e em como ela é distribuída pelo globo. Há pouca alteração na média anual de insolação por área, mas podem ocorrer mudanças significativas na distribuição geográfica e sazonal. Os três tipos de variação cinemática são: variações na excentricidade da órbita terrestre, mudanças no ângulo de inclinação do eixo de rotação da Terra e a precessão do eixo terrestre. Combinadas, essas variações produzem os ciclos de Milankovitch, que afetam o clima e se destacam por sua correlação com os períodos glaciais e interglaciais, com o avanço e recuo do deserto do Saara e por sua presença [en] no  registro estratigráfico.
Durante os ciclos glaciais, houve uma alta correlação entre as concentrações de CO2 e as temperaturas. Estudos iniciais indicaram que as concentrações de CO2 atrasavam em relação às temperaturas, mas ficou claro que isso nem sempre ocorre. Quando as temperaturas dos oceanos aumentam, a solubilidade do CO2 diminui, levando à sua liberação para a atmosfera. A troca de CO2 entre o ar e o oceano também pode ser impactada por outros aspectos das mudanças climáticas. Esses e outros processos autorreforçantes permitem que pequenas alterações no movimento da Terra tenham um grande efeito sobre o clima.

#### Emissão solar
O Sol é a principal fonte de energia do sistema climático da Terra. Outras fontes incluem energia geotérmica do núcleo terrestre, energia das marés causada pela Lua e calor proveniente da decomposição de compostos radioativos. Sabe-se que variações de longo prazo na intensidade solar afetam o clima global. A emissão solar também varia em escalas de tempo mais curtas, como o ciclo solar de 11 anos e outras modulações de longo prazo. A correlação entre manchas solares e o clima é, na melhor das hipóteses, tênue.
Três a quatro bilhões de anos atrás, o Sol emitia apenas 75% da quantidade de energia que emite hoje. Se a composição atmosférica fosse a mesma de hoje, a água líquida não deveria ter existido na superfície da Terra. No entanto, há evidências da presença de água na Terra primitiva, nos períodos Hadeano e Arqueano, o que leva ao que é conhecido como o paradoxo do Sol jovem e fraco. As soluções hipotéticas para esse paradoxo incluem uma atmosfera muito diferente, com concentrações de gases de efeito estufa muito mais altas do que as que existem atualmente. Ao longo dos próximos aproximadamente 4 bilhões de anos, a emissão de energia do Sol aumentou. Nos próximos cinco bilhões de anos, a morte final do Sol, ao se tornar uma gigante vermelha e depois uma anã branca, terá grandes efeitos no clima, com a fase de gigante vermelha possivelmente pondo fim a qualquer vida na Terra que sobreviva até então.

#### Vulcanismo

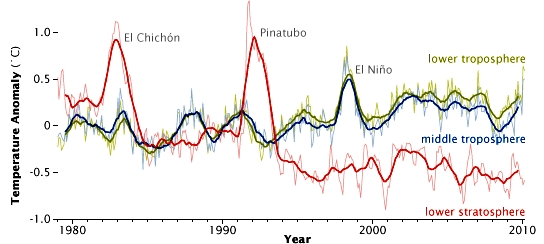
Na temperatura atmosférica de 1979 a 2010, determinada por satélites en da NASA, aparecem efeitos de aerossóis liberados por grandes erupções vulcânicas (El Chichón e Pinatubo). O El Niño é um evento separado, resultante da variabilidade oceânica.

As erupções vulcânicas consideradas grandes o suficiente para afetar o clima da Terra em uma escala de mais de um ano são aquelas que injetam mais de 100.000 toneladas de SO2 na estratosfera. Isso se deve às propriedades ópticas do SO2 e dos aerossóis de sulfato, que absorvem ou dispersam fortemente a radiação solar, criando uma camada global de névoa de ácido sulfúrico. Em média, essas erupções ocorrem várias vezes por século e causam resfriamento (bloqueando parcialmente a transmissão da radiação solar para a superfície da Terra) por um período de vários anos. Embora os vulcões sejam tecnicamente parte da litosfera, que por sua vez faz parte do sistema climático, o IPCC define explicitamente o vulcanismo como um agente influenciador externo.
Erupções notáveis nos registros históricos são a erupção do Monte Pinatubo em 1991 [en], que reduziu as temperaturas globais em cerca de 0,5 °C (0,9 °F) por até três anos, e a erupção do Monte Tambora em 1815, que causou o Ano sem Verão.
Em uma escala maior - algumas vezes a cada 50 milhões a 100 milhões de anos - a erupção de grandes províncias ígneas traz grandes quantidades de rocha ígnea do manto e da litosfera para a superfície da Terra. O dióxido de carbono contido na rocha é então liberado na atmosfera. Pequenas erupções, com injeções de menos de 0,1 Mt de dióxido de enxofre na estratosfera, afetam a atmosfera apenas sutilmente, pois as mudanças de temperatura são comparáveis à variabilidade natural. No entanto, como as erupções menores ocorrem em uma frequência muito maior, elas também afetam significativamente a atmosfera da Terra.

#### Placas tectônicas
Artigo principal: Tectónica de placas
Ao longo de milhões de anos, o movimento das placas tectônicas reconfigura as áreas terrestres e oceânicas globais e gera topografia. Isso pode afetar os padrões globais e locais do clima e da circulação atmosfera-oceânica.
A posição dos continentes determina a geometria dos oceanos e, portanto, influencia os padrões de circulação oceânica. A localização dos mares é importante para controlar a transferência de calor e umidade em todo o globo e, portanto, para determinar o clima global. Um exemplo recente de controle tectônico sobre a circulação oceânica é a formação do Istmo do Panamá há cerca de 5 milhões de anos, que interrompeu a mistura direta entre os oceanos Atlântico e Pacífico. Isso afetou fortemente a dinâmica oceânica do que hoje é a Corrente do Golfo e pode ter levado à cobertura de gelo no Hemisfério Norte. Durante o período Carbonífero, cerca de 300 a 360 milhões de anos atrás, a tectônica de placas pode ter desencadeado o armazenamento de carbono em larga escala e o aumento da glaciação. Evidências geológicas apontam para um padrão de circulação “megamonçônica” durante a época do supercontinente Pangeia, e a modelagem climática sugere que a existência do supercontinente foi propícia para o estabelecimento das monções.

#### Outros mecanismos
Postulou-se que as partículas ionizadas conhecidas como raios cósmicos poderiam afetar a cobertura de nuvens e, consequentemente, o clima. Como o sol protege a Terra dessas partículas, foi levantada a hipótese de que as mudanças na atividade solar também influenciariam o clima indiretamente. Para testar a hipótese, o CERN projetou o  experimento CLOUD, que mostrou que o efeito dos raios cósmicos é muito fraco para influenciar o clima de forma perceptível.
Há evidências de que o impacto do asteroide Chicxulub, há cerca de 66 milhões de anos, afetou gravemente o clima da Terra. Grandes quantidades de aerossóis de sulfato foram lançadas na atmosfera, diminuindo as temperaturas globais em até 26 °C e produzindo temperaturas abaixo de zero por um período de 3 a 16 anos. O tempo de recuperação desse evento levou mais de 30 anos. O uso em larga escala de armas nucleares também foi investigado quanto ao seu impacto no clima. A hipótese é que a fuligem liberada por incêndios de grande escala bloqueia uma fração significativa da luz solar por até um ano, levando a uma queda acentuada nas temperaturas por alguns anos. Esse possível evento é descrito como inverno nuclear.
O uso da terra pelo homem [en] afeta a quantidade de luz solar que a superfície reflete e a concentração de poeira. A formação de nuvens não é influenciada apenas pela quantidade de água no ar e pela temperatura, mas também pela quantidade de aerossóis no ar, como a poeira. Globalmente, há mais poeira disponível se houver muitas regiões com solos secos, pouca vegetação e ventos fortes.

## Evidência e medição das mudanças climáticas
A paleoclimatologia é o estudo das mudanças no clima ao longo de toda a história da Terra. Ela usa uma variedade de métodos de proxy [en] das ciências da Terra e da vida para obter dados preservados em elementos como rochas, sedimentos, camadas de gelo, anéis de árvores, corais, conchas e microfósseis. Em seguida, ele usa os registros para determinar os estados passados das várias regiões climáticas da Terra e de seu sistema atmosférico. As medições diretas fornecem uma visão geral mais completa da variabilidade climática.

### Medições diretas
As mudanças climáticas que ocorreram após a implantação generalizada de dispositivos de medição podem ser observadas diretamente. Registros globais razoavelmente completos da temperatura da superfície estão disponíveis a partir de meados do final do século XIX. Outras observações são derivadas indiretamente de documentos históricos. Dados de nuvem e precipitação por satélite estão disponíveis desde a década de 1970.
A climatologia histórica [en] é o estudo das mudanças históricas no clima e seu efeito na história e no desenvolvimento humano. As fontes primárias incluem registros escritos, como sagas, crônicas, mapas e literatura de história local [en], bem como representações pictóricas, como pinturas, desenhos e até mesmo arte rupestre. A variabilidade climática no passado recente pode ser derivada de mudanças nos padrões de assentamento e agricultura. Evidências arqueológicas, história oral e documentos históricos podem oferecer percepções sobre as mudanças climáticas do passado. As mudanças no clima foram associadas ao surgimento e ao colapso de várias civilizações.

### Medições proxy

Variações de CO_{2}, temperatura e poeira do núcleo de gelo de Vostok nos últimos 450.000 anos.

Vários arquivos do clima passado estão presentes em rochas, árvores e fósseis. A partir desses arquivos, é possível obter medidas indiretas do clima, os chamados proxies. A quantificação da variação climatológica da precipitação em séculos e épocas anteriores é menos completa, mas é aproximada usando proxies como sedimentos marinhos, núcleos de gelo, estalagmites de cavernas e anéis de árvores. Estresse, pouca precipitação ou temperaturas inadequadas podem alterar a taxa de crescimento das árvores, o que permite aos cientistas inferir tendências climáticas analisando a taxa de crescimento dos anéis de árvores. Esse ramo da ciência que estuda isso é chamado de dendroclimatologia [en]. As geleiras deixam para trás morenas que contêm uma grande quantidade de material - incluindo matéria orgânica, quartzo e potássio - que pode ser datado, registrando os períodos em que uma geleira avançou e recuou. A análise do gelo em núcleos perfurados de uma camada de gelo, como a camada de gelo da Antártica [en], pode ser usada para mostrar uma ligação entre a temperatura e as variações globais do nível do mar. O ar preso em bolhas no gelo também pode revelar as variações de CO2 da atmosfera em um passado distante, bem antes das influências ambientais modernas.
Os restos de plantas, e especificamente o pólen, também são usados para estudar as mudanças climáticas. A distribuição das plantas varia sob diferentes condições climáticas. Diferentes grupos de plantas têm pólen com formas e texturas de superfície distintas e, como a superfície externa do pólen é composta de um material muito resistente, eles resistem à decomposição. Mudanças no tipo de pólen encontrado em diferentes camadas de sedimento indicam mudanças nas comunidades de plantas. Essas alterações geralmente são um sinal de mudança climática. Por exemplo, estudos de pólen têm sido usados para rastrear mudanças nos padrões de vegetação durante as glaciações quaternárias [en] e especialmente desde o último máximo glacial. Restos de besouros são comuns em sedimentos de água doce e terrestres. Diferentes espécies de besouros tendem a ser encontradas em diferentes condições climáticas. Considerando a extensa linhagem de besouros cuja composição genética não sofreu alterações significativas ao longo dos milênios, o conhecimento da faixa climática atual das diferentes espécies e a idade dos sedimentos nos quais os restos mortais são encontrados, é possível inferir condições climáticas passadas.

## Impactos

### Vida

#### Vegetação
Uma mudança no tipo, na distribuição e na cobertura da vegetação pode ocorrer devido a uma mudança no clima. Algumas mudanças no clima podem resultar em aumento da precipitação e do calor, resultando em melhor crescimento das plantas e no subsequente sequestro de CO2 no ar. Embora o aumento de CO2 possa beneficiar as plantas, alguns fatores podem diminuir esse aumento. Se houver uma mudança ambiental, como uma seca, o aumento das concentrações de CO2 não beneficiará a planta. Portanto, mesmo que a mudança climática aumente as emissões de CO2, as plantas geralmente não usarão esse aumento, pois outros estresses ambientais as pressionam. No entanto, espera-se que o sequestro de CO2 afete a taxa de muitos ciclos naturais, como as taxas de decomposição de lixo vegetal. Um aumento gradual do calor em uma região levará a períodos de floração e frutificação mais precoces, provocando uma mudança no tempo dos ciclos de vida dos organismos dependentes. Por outro lado, o frio fará com que os biociclos das plantas se atrasem.
Mudanças maiores, mais rápidas ou mais radicais, no entanto, podem resultar em estresse da vegetação, perda rápida de plantas e desertificação em determinadas circunstâncias. Um exemplo disso ocorreu durante o Colapso da Floresta Tropical do Carbonífero (CRC) [en], um evento de extinção há 300 milhões de anos. Naquela época, vastas florestas tropicais cobriam a região equatorial da Europa e da América. A mudança climática devastou essas florestas tropicais, fragmentando abruptamente o habitat em “ilhas” isoladas e causando a extinção de muitas espécies de plantas e animais.

#### Vida selvagem
Uma das formas mais importantes de os animais lidarem com as mudanças climáticas é a migração para regiões mais quentes ou mais frias. Em uma escala de tempo mais longa, a evolução faz com que os ecossistemas, incluindo os animais, se adaptem melhor a um novo clima. Mudanças climáticas rápidas ou de grande porte podem causar extinções em massa quando as criaturas são sobrecarregadas demais para se adaptarem.

### Mudanças na criosfera

#### Geleiras e mantas de gelo
As geleiras são consideradas um dos indicadores mais sensíveis de um clima em mudança. Seu tamanho é determinado por um balanço de massa entre a entrada de neve e a saída de derretimento. À medida que as temperaturas aumentam, as geleiras recuam, a menos que a precipitação de neve aumente para compensar o derretimento adicional. As geleiras crescem e diminuem devido à variabilidade natural e às forças externas. A variabilidade da temperatura, da precipitação e da hidrologia pode determinar fortemente a evolução de uma geleira em uma determinada estação.
Os processos climáticos mais significativos desde o Plioceno médio e tardio (aproximadamente 3 milhões de anos atrás) são os ciclos glaciais e interglaciais. O período interglacial atual (o Holoceno) durou cerca de 11.700 anos. Moldado por variações orbitais, respostas como a ascensão e queda das camadas de gelo continentais e mudanças significativas no nível do mar ajudaram a criar o clima. Outras mudanças, incluindo os eventos Heinrich [en], Dansgaard-Oeschger [en] e o Younger Dryas, no entanto, ilustram como as variações glaciais também podem influenciar o clima sem o forçamento orbital [en].

#### Mudança do nível do mar
Durante o Último Máximo Glacial, há cerca de 25.000 anos, o nível do mar era aproximadamente 130 m mais baixo do que hoje. A deglaciação que se seguiu foi caracterizada por uma rápida mudança no nível do mar. No início do Plioceno, as temperaturas globais eram 1-2˚C mais quentes do que a temperatura atual, mas o nível do mar era 15-25 metros mais alto do que hoje.

#### Gelo marinho
O gelo marinho desempenha um papel importante no clima da Terra, pois afeta a quantidade total de luz solar que é refletida para longe da Terra. No passado, os oceanos da Terra foram quase totalmente cobertos por gelo marinho em várias ocasiões, quando a Terra estava em um estado chamado de Terra Bola de Neve, e completamente sem gelo em períodos de clima quente. Quando há muito gelo marinho presente globalmente, especialmente nos trópicos e subtrópicos, o clima é mais sensível a influência externa, uma vez que o feedback gelo-albedo é muito forte [en].

## História climática
Ver também: Paleoclimatologia
Várias forçantes climáticas geralmente estão em fluxo ao longo do tempo geológico, e alguns processos da temperatura da Terra podem ser autorregulados. Por exemplo, durante o período da Terra Bola de Neve, grandes camadas de gelo glacial se estendiam até o equador da Terra, cobrindo quase toda a sua superfície, e o albedo muito alto criava temperaturas extremamente baixas, enquanto o acúmulo de neve e gelo provavelmente removia o dióxido de carbono por meio da deposição atmosférica. Entretanto, a ausência de cobertura vegetal para absorver o CO2 atmosférico emitido pelos vulcões significava que o gás de efeito estufa poderia se acumular na atmosfera. Também não havia rochas de silicato expostas, que usam CO2 quando sofrem intemperismo. Isso gerou um aquecimento que, mais tarde, derreteu o gelo e fez com que a temperatura da Terra voltasse a subir.

### Máximo térmico do paleoeoceno

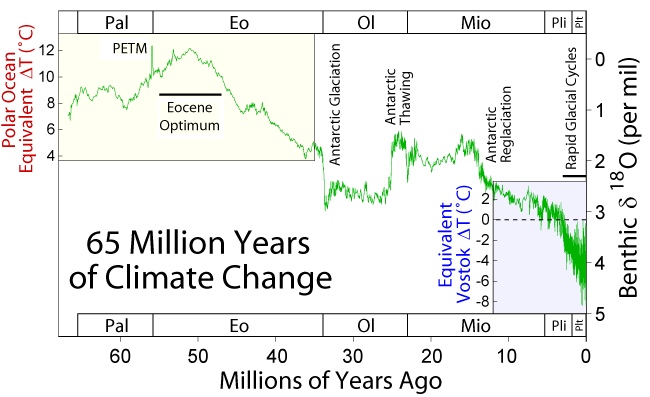
Mudanças climáticas nos últimos 65 milhões de anos, usando dados de proxy, incluindo proporções de oxigênio-18 de foraminíferos.

O Máximo Térmico do Paleoceno-Eoceno (PETM) foi um período de tempo com mais de 5 a 8 °C de aumento da temperatura média global em todo o evento. Esse evento climático ocorreu no limite temporal das épocas geológicas do Paleoceno e do Eoceno. Durante o evento, grandes quantidades de metano foram liberadas, um potente gás de efeito estufa. O PETM representa um “estudo de caso” para a mudança climática moderna, pois os gases de efeito estufa foram liberados em um período de tempo geologicamente relativamente curto. Durante o PETM, ocorreu uma extinção em massa de organismos no oceano profundo.

### O Cenozóioco
Ao longo do Cenozoico, várias forças climáticas levaram ao aquecimento e ao resfriamento da atmosfera, o que levou à formação inicial da camada de gelo da Antártica [en], ao derretimento subsequente e à reglaciação posterior. As mudanças de temperatura ocorreram de forma repentina, com concentrações de dióxido de carbono de cerca de 600 a 760 ppm e temperaturas aproximadamente 4 °C mais quentes do que as atuais. Durante o Pleistoceno, os ciclos de glaciações e interglaciais ocorreram em ciclos de aproximadamente 100.000 anos, mas podem permanecer mais tempo em um interglacial quando a excentricidade orbital se aproxima de zero, como durante o interglacial atual. Os interglaciais anteriores, como a fase Eemiana, geraram temperaturas mais altas do que as atuais, níveis mais altos do mar e algum derretimento parcial da camada de gelo da Antártica Ocidental.
As temperaturas climatológicas afetam substancialmente a cobertura de nuvens e a precipitação. Em temperaturas mais baixas, o ar pode reter menos vapor de água, o que pode levar à diminuição da precipitação. Durante o Último Máximo Glacial, há 18.000 anos, a evaporação térmica dos oceanos para as massas continentais era baixa, causando grandes áreas de deserto extremo, inclusive desertos polares (frios, mas com baixas taxas de cobertura de nuvens e precipitação). Em contrapartida, o clima do mundo era mais nublado e úmido do que hoje, próximo ao início do período quente do Atlântico, há 8.000 anos.

### O Holoceno

Mudança de temperatura nos últimos 12.000 anos, de várias fontes. A curva preta espessa é uma média

O Holoceno é caracterizado por um resfriamento de longo prazo que começa após o Ótimo Holoceno, quando as temperaturas provavelmente estavam apenas um pouco abaixo das temperaturas atuais (segunda década do século XXI), e uma forte monção africana criou condições de pastagem no Saara durante o Neolítico Subpluvial [en]. Desde essa época, ocorreram vários eventos de resfriamento [en], incluindo:
- A Oscilação Piora [en]
- A Época Fria da Idade do Bronze Média [en]
- A Época Fria da Idade do Ferro [en]
- A Pequena Idade do Gelo
- A fase de resfriamento entre 1940 e 1970, que levou à hipótese do resfriamento global

Por outro lado, também ocorreram vários períodos quentes, que incluem, entre outros, os seguintes:
- Um período quente durante o ápice da civilização minoica
- O período quente romano [en]
- O período quente medieval [en]
- O aquecimento moderno durante o século XX

Certos efeitos ocorreram durante esses ciclos. Por exemplo, durante o Período Quente Medieval, o Centro-Oeste americano sofreu com a seca, incluindo os Morros de Areia de Nebraska [en], que eram dunas de areia ativas. A peste negra da Yersinia pestis também ocorreu durante as flutuações de temperatura medievais e pode estar relacionada às mudanças climáticas.

### Mudanças climáticas modernas e aquecimento global
Artigo principal: Mudança do clima
Como consequência da emissão de gases de efeito estufa pelos humanos, as temperaturas globais da superfície começaram a subir. O aquecimento global é um aspecto das mudanças climáticas modernas, um termo que também engloba as alterações observadas nos padrões de precipitação, trajetórias de tempestades e nebulosidade. Como resultado, geleiras em todo o mundo têm encolhido significativamente. As camadas de gelo terrestre na Antártida e na Groenlândia vêm perdendo massa desde 2002, com uma aceleração dessa perda desde 2009. O nível do mar tem subido devido à expansão térmica e ao derretimento do gelo. A diminuição da extensão e da espessura do gelo marinho no Ártico, ao longo das últimas décadas, é mais uma evidência das rápidas mudanças climáticas.

#### Exemplos de variabilidade climática regional

Terra-oceano. As temperaturas sobre as massas de terra têm aumentado mais rapidamente do que sobre o oceano,[128] o oceano absorve cerca de 90% do excesso de calor.[129]
Hemisférios. As mudanças de temperatura média dos hemisférios[130] divergiram devido à maior porcentagem de massa terrestre do Norte e às correntes oceânicas globais.[131]
Faixas de latitude. Três faixas de latitude que cobrem, respectivamente, 30, 40 e 30 por cento da área da superfície global mostram padrões de crescimento de temperatura mutuamente distintos nas últimas décadas.[132]
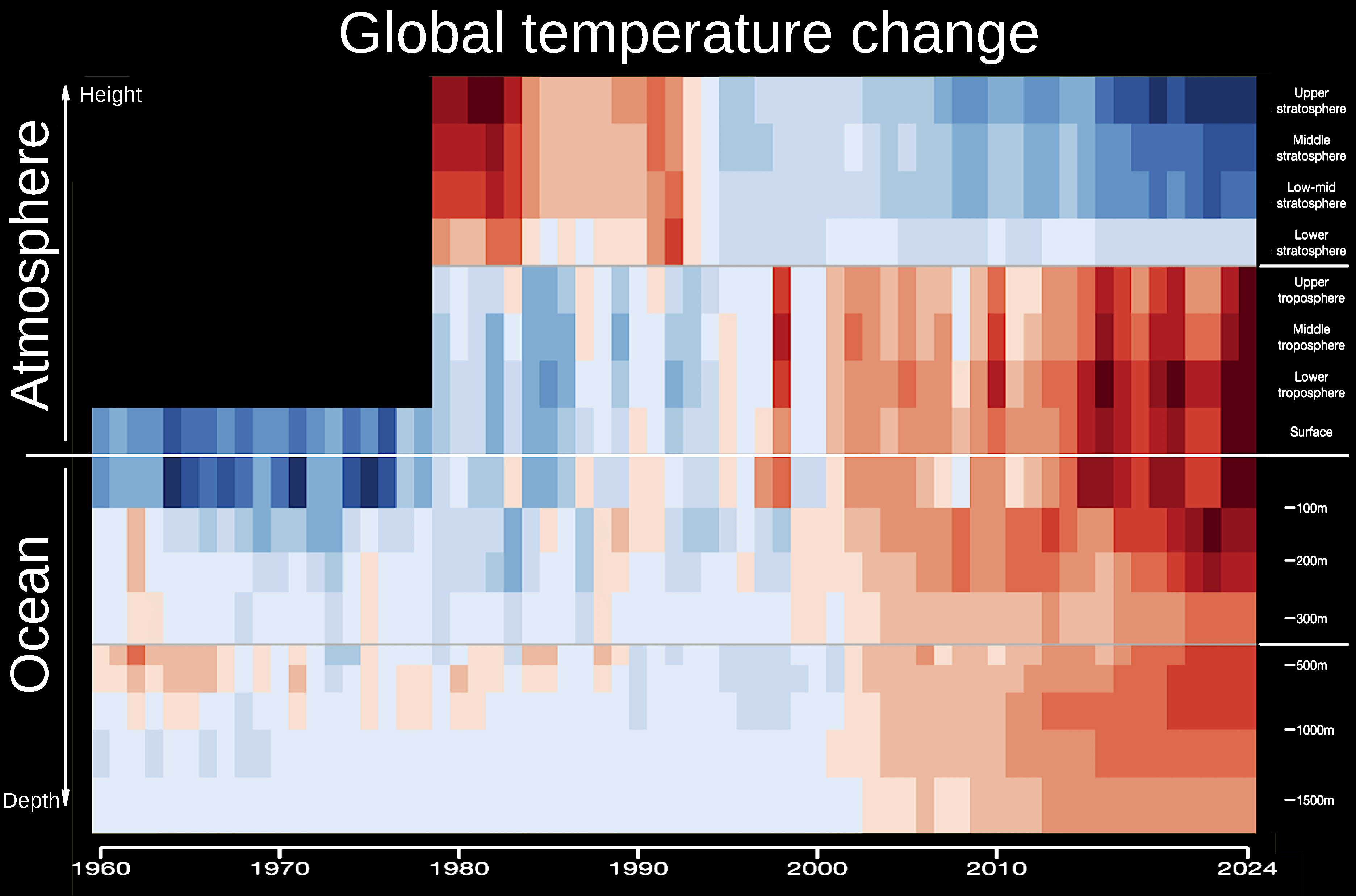
Altitude. Um gráfico de  listras de aquecimento (azuis denotam frio, vermelhas denotam calor) mostra como o efeito estufa retém o calor na atmosfera inferior, de modo que a atmosfera superior, recebendo menos energia refletida, esfria. Os vulcões causam picos de temperatura na atmosfera superior.
Global versus regional. Por motivos geográficos e estatísticos, são esperadas maiores variações ano a ano[134] para regiões geográficas localizadas (por exemplo, o Caribe) do que para médias globais.[135]
Desvio relativo. Embora a América do Norte tenha se aquecido mais do que seus trópicos, os trópicos se afastaram mais claramente da variabilidade histórica normal (faixas coloridas: 1σ, 2σ desvios-padrão).[136]

Além da variabilidade climática global e da mudança climática global ao longo do tempo, inúmeras variações climáticas ocorrem contemporaneamente em diferentes regiões físicas.
A absorção pelos oceanos de cerca de 90% do excesso de calor ajudou a fazer com que as temperaturas da superfície terrestre crescessem mais rapidamente do que as temperaturas da superfície do mar. O Hemisfério Norte, que tem uma proporção maior de massas terrestres em relação aos oceanos do que o Hemisfério Sul, apresenta maiores aumentos médios de temperatura. As variações em diferentes faixas de latitude também refletem essa divergência no aumento médio da temperatura, com o aumento da temperatura dos extratrópicos do norte excedendo o dos trópicos, que, por sua vez, excede o dos extratrópicos do sul.
As regiões superiores da atmosfera têm se resfriado simultaneamente ao aquecimento da atmosfera inferior, confirmando a ação do efeito estufa e da destruição da camada de ozônio.
As variações climáticas regionais observadas confirmam as previsões relativas às mudanças em andamento, por exemplo, contrastando as variações globais ano a ano (mais suaves) com as variações ano a ano (mais voláteis) em regiões localizadas. Por outro lado, a comparação dos padrões de aquecimento de diferentes regiões com suas respectivas variabilidades históricas permite que as magnitudes brutas das mudanças de temperatura sejam colocadas na perspectiva do que é a variabilidade normal para cada região.
As observações de variabilidade regional permitem o estudo dos pontos de inflexão climáticos regionalizados, como a perda de florestas tropicais, o derretimento das camadas de gelo e do gelo marinho, e o descongelamento do permafrost. Tais distinções fundamentam a pesquisa sobre uma possível  cascata global de pontos de inflexão.